# افرینگن-کیرشن
افرینگن-کیرشن (به آلمانی: Efringen-Kirchen) یک شهر در آلمان است که در Lörrach واقع شده‌است. افرینگن-کیرشن ۸٬۲۱۸ نفر جمعیت دارد.